# إميليانو منديز
إميليانو منديز (بالإسبانية: Emiliano Méndez)‏ هو لاعب كرة قدم أرجنتيني، ولد في 15 فبراير 1989 في لابلاتا في الأرجنتين. لعب مع أرسنال ساراندي وجيمناسيا لابلاتا.

## وصلات خارجية
- إميليانو منديز على موقع قاعدة بيانات كرة القدم.إي يو (الإنجليزية)
- إميليانو منديز على موقع Soccerway.com (الإنجليزية)
- إميليانو منديز على موقع AS.com (الإسبانية)